# Horný tok Myjavy
Horný tok Myjavy este o arie protejată (arie specială de conservare — SAC, sit de importanță comunitară — SCI) din Slovacia întinsă pe o suprafață de 24,39 ha, integral pe uscat.

## Localizare
Centrul sitului Horný tok Myjavy este situat la coordonatele 48°40′00″N 17°26′16″E / 48.666667°N 17.437778°E.

## Înființare
Situl Horný tok Myjavy a fost declarat sit de importanță comunitară în octombrie 2011 pentru a proteja 2 specii de animale. Situl a fost protejat și ca arie specială de conservare în august 2011.

## Biodiversitate
Situată în ecoregiunea alpină, aria protejată conține 2 habitate naturale: Păduri aluvionare cu Alnus glutinosa și Fraxinus excelsior (Alno-Padion, Alnion incanae, Salicion albae), Cursuri de apă de la nivel de câmpie la nivel montan, cu vegetație Ranunculion fluitantis și Callitricho-Batrachion.
La baza desemnării sitului se află mai multe specii protejate:
- mamifere (1): castor (Castor fiber)
- nevertebrate (1): Cucujus cinnaberinus

Pe lângă speciile protejate, pe teritoriul sitului au mai fost identificate 1 specie de amfibieni, 8 specii de nevertebrate.